# Пламен Лилов
Пламен Маринов Лилов е български офицер, генерал-майор.

## Биография
Роден е на 9 февруари 1961 г. в Пловдив. Завършил е Висшето народно военно училище „Васил Левски“ във Велико Търново през 1983 г. По-късно учи в Командно-щабния факултет на Военната академия в София. По-късно завършва Академията на националната отбраната в Атина. На 21 април 2008 г. е назначен за командир на 68-а бригада „Специални сили“, считано от 1 юни 2008 г. На 1 юли 2009 г. е назначен за командир на 68-а бригада „Специални сили“ и удостоен с висше офицерско звание бригаден генерал.
На 7 март 2013 г. е освободен от длъжността командир на 68-а бригада „Специални сили“, назначен на длъжността заместник-командир на Корпус за бързо развръщане на НАТО в Солун, Гърция и удостоен с висше офицерско звание „генерал-майор“, считани от 1 март 2013 г. С указ № 64 от 22 март 2016 г. генерал-майор Пламен Лилов е освободен от длъжността заместник-командир на Корпус за бързо развръщане на НАТО в Солун, Гърция, и от военна служба, считано от 31 март 2016 г.

## Военни звания
- Лейтенант (27 август 1983)
- Старши лейтенант
- Капитан
- Майор
- Подполковник
- Полковник
- Бригаден генерал (1 юли 2009)
- Генерал-майор (1 март 2013)